# Мария Валуа
Мария де Валуа (1309, Фонтенбло — 23 октября 1332, Неаполь) — старшая дочь Карла де Валуа и его третьей жены Матильды де Шатильон. Она была матерью королевы Неаполя Джованны I.

## Жизнь

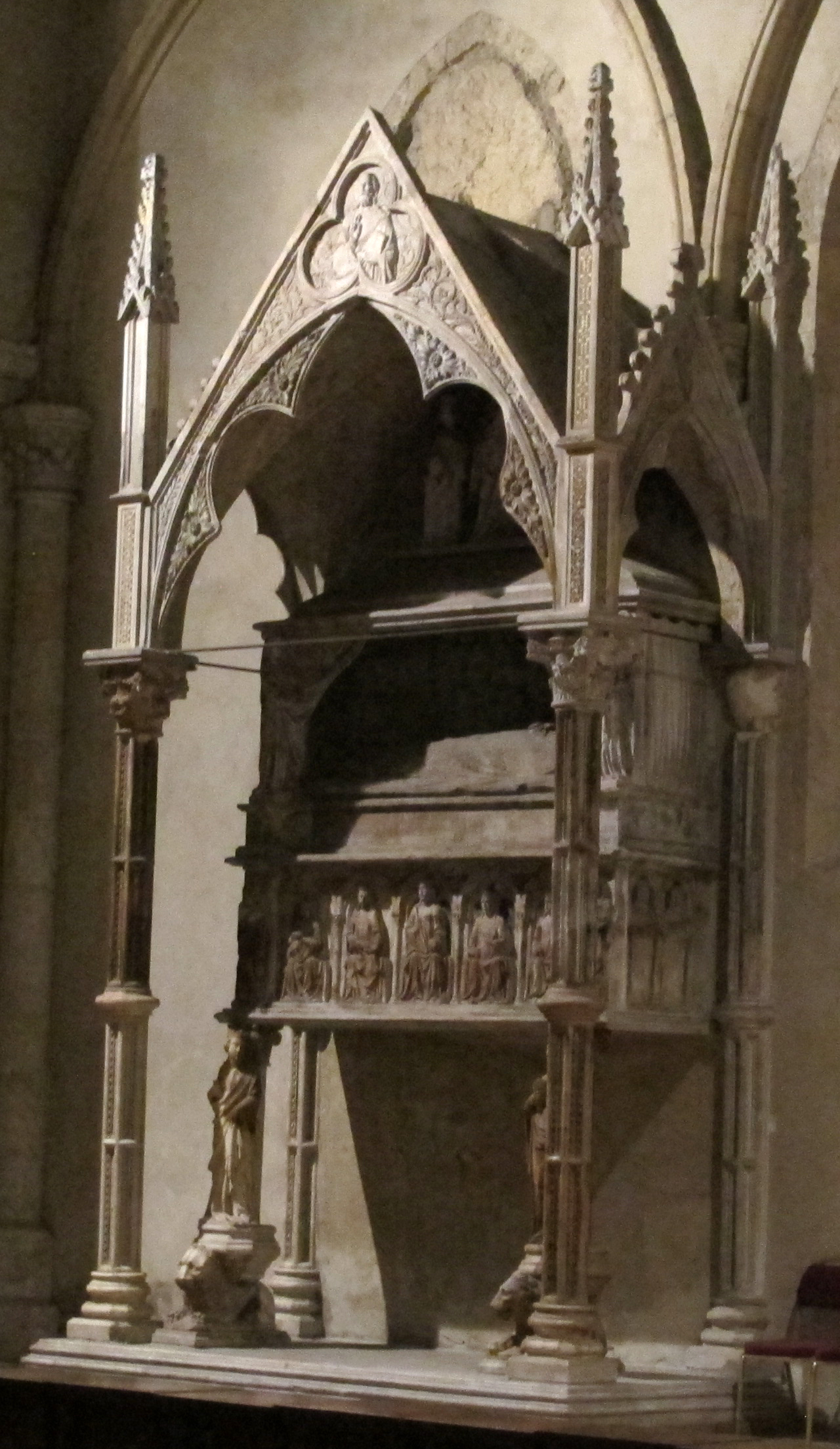
Гробница Марии Валуа в Санта-Кьяра, Неаполь.

Мария вышла замуж за Карла, герцога Калабрии, в 1323 году, когда ей было всего четырнадцать лет. Карл женился на ней после смерти своей первой жены Екатерины Австрийской, которая умерла бездетной. Мария заслужила благодарность благородных дам Флоренции, когда убедила своего мужа позволить им одежду по средствам.
У Карла и Марии было пятеро детей, но лишь две младшие дочери достигли взрослого возраста:
- Элоиза (январь/февраль 1325 — 27 декабря 1325)
- Мария (апреля 1326 — 1328)
- Карл Мартель (13 апреля 1327 — 21 апреля 1327)
- Джованна (март 1328 — 22 мая 1382), королева Неаполя
- Мария (май 1329 — 20 мая 1366), графиня Альбы

Её старшая выжившая дочь, Джованна, наследовала своему деду и стала королевой Неаполя, а младшая, Мария, стала графиней Альбы.
Муж Марии умер в 1328 году, и она не вышла замуж повторно. Она умерла 23 октября 1332 года в возрасте около двадцати двух лет во время паломничества в Бари. Её пережили мать и две дочери.